# Ban Khang Theung
Ban Khang Theung – wieś położona w południowo-wschodnim Laosie, w prowincji Attapu, w dystrykcie Samakkhixay.